# Mesochorus perugianus
Mesochorus perugianus là một loài tò vò trong họ Ichneumonidae.